# Добропілля
Добропі́лля — місто в Україні, адміністративний центр Добропільської міської громади Покровського району Донецької області.
Це невелике місто на Донеччині, яке називають «перлиною Донбасу» завдяки розвитку вугільної промисловості. Сьогодні Добропілля — центр великого вугільного регіону, де є найбільші на Донбасі поклади кам'яного вугілля.

## Загальні відомості
Добропілля отримало статус міста з 1953 року.
Основна галузь промисловості — видобуток кам'яного вугілля («Добропіллявугілля» — одне з найбільших підприємств галузі).
У 1968—2010 роках працював Добропільський тролейбус (2 маршрути). У місті діє одна лікарня, 7 медпунктів, 8 загальноосвітніх шкіл, Центр культури та дозвілля, 7 бібліотек, 2 парки відпочинку.

## Географія
Місто розташоване за 95 км на захід від Донецька. Північніше від міста тече річка Водяна.

### Клімат

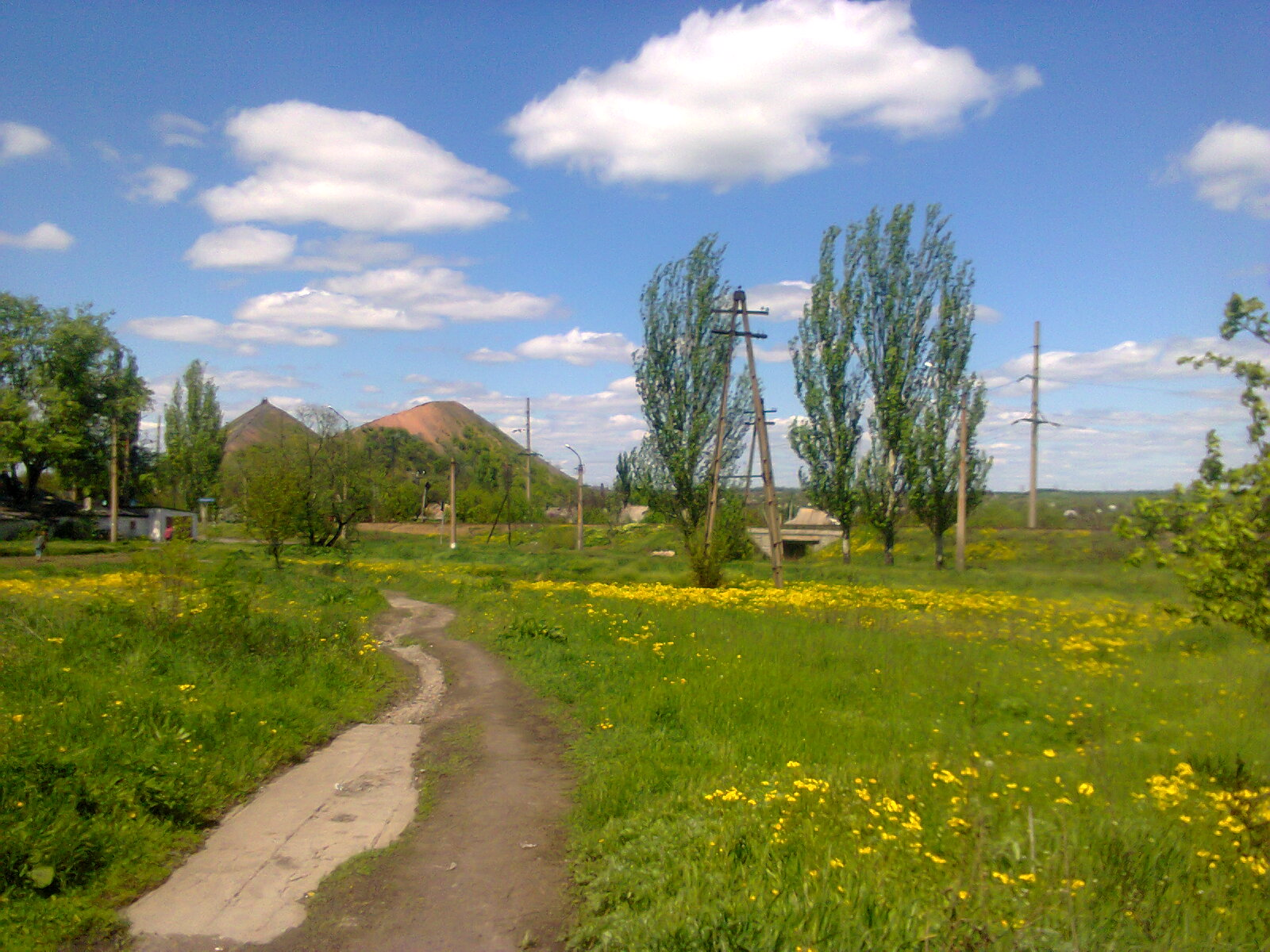
Террикон

Клімат району континентальний. Взимку дують південно-східні та східні вітри. Їх середня швидкість становить близько 5—6 м за секунду. Крім того, у зв'язку з тим, що повітряні маси, що надходять зі сходу, містять в собі дуже мало вологи, вони провокують виникнення суховіїв навесні. Але суховії — це не єдиний недолік місцевого клімату. Бувають сильні зливи, іноді з градом, або зимові відлиги, які переходять в ожеледиці.

## Історія

### Самарська паланка

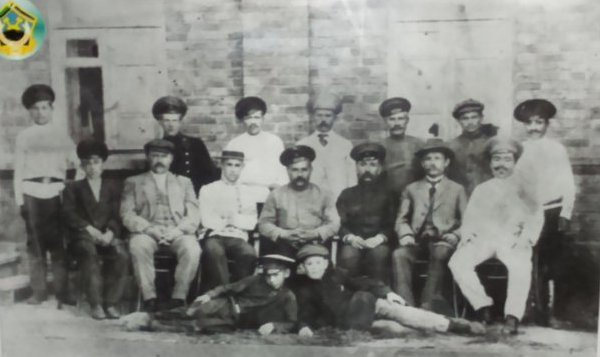
Група інженерів і службовців Ерастівського рудника 1916 року

До появи осілого населення на землях нинішнього Добропілля і околицях кочували ногайці Малої Ногайської Орди. Про ці часи нагадує назва річки Бик, яка походить від ногайської назви Біюк-Самар (Велика Самара).
У XVII столітті на місці сучасного селища Святогорівка, яке межує з містом, поряд з перетином Муравського і Залозного шляхів з'явилася сторожка, а потім і зимівник запорізьких козаків, а землі нинішнього міста увійшли до складу Самарської паланки Війська Запорозького.

### Російська імперія
Місто засновано як хутір Парасковіївка і Мар'ївка у першій половині XIX ст. (у 1859 році було 44 мешканці) поміщика Албанського, у 1912 році був заснований Ерастівський рудник, а на правому березі річки Бик — Святогорівський рудник. З 1914 року працює залізнична гілка.

### Добропілля в роки Української революції 1917—1921рр.[4]

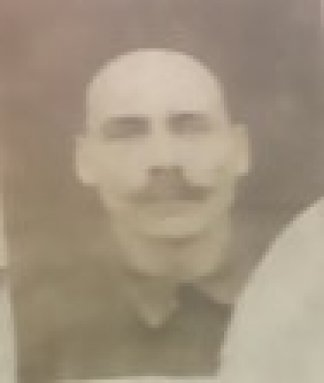
Булавін Наум Уварович

31 грудня 1917 року була створена Рада робітничих депутатів добропільських кам'яновугільних копалень. До ради увійшли Є. І. Агеєнко, А. П. Іванов (голова), І. Я. Лактіонов, І. Т. Орлов, С. А. Стебні та інші шахтарі.
В зв'язку із загрозою наступу на Донбас загонів Каледіна, на заклик Центрального штабу Червоної гвардії Донбасу були сформовані загони Червоної гвардії на Добропільських рудниках.
Місто і рудничні селища були визволені у квітні 1918 року військами Гетьмана Скоропадського. Місцева адміністрація була розігнана, а її голова був розстріляний. 18 листопада 1918 року радянські партизани знову захопили владу у навколишніх селищах і в волосному центрі Святогорівка. Місцеву адміністрацію представляли Н. У. Булавіна, С. Л. Опроков, І. Я. Серіков, П. Т. Шатохін. Радянська влада тут була встановлена ще до приходу Червоної армії.
23 травня 1919 року селища рудників захопили денікінці. 26 травня 1919 року їхній загін на чолі з місцевим поміщиком Роговським вчинив розправу над радянськими активістами: І. Т. Орлова та Н. І. Костіна розстріляли; машиніста підйому, члена Ради І. Я. Лактіонова та інших побили шомполами; заарештували робочих І. Ф. Духа, А. К. Литвинова, П. А. Севастьянова, М. Л. Тимощука.
30 грудня 1919 року радянські частини т. зв. Червоного козацтва під командуванням Віталія Примакова остаточно захопили місто і навколишні селища рудників.

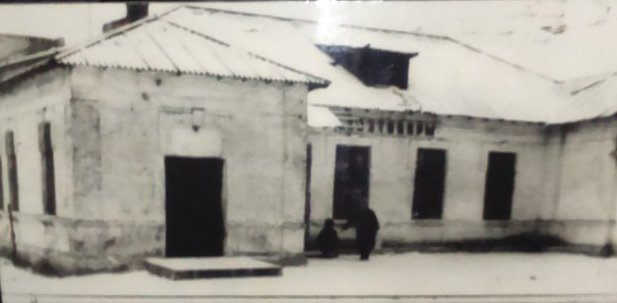
Добропільська лікарня, (1925)

До 1920 року в Парасковіївці було 47 господарств і 270 мешканців, ще 150 жителів у селищі Святогорівського рудника.
Восени 1920 р. Н. І. Махно з невеликим, але добре озброєним загоном бійців проходив з півночі Луганщини на Дніпропетровщину через територію нинішнього міста Добропілля по дорозі, яка проходила навпростець від Ганнівського містка до ст. Добропілля. Григоренко зі своєю бандою влаштував засідку в густих терниках вздовж дороги і за насипом залізниці. Як тільки колона махновців ступила на територію між нинішньою вулицею Івана Франка і водонапірною баштою, банди відкрили по них кулеметний вогонь з-за залізничного насипу, а з тилу, з балки, де нині ставок і міський парк, напали більше півдесятка сотень вояків Григоренка на конях. Н. І. Махно, талановитий командир, зі своїми трьома сотнями досвідчених бійців зумів розгромити банду, що мала до тисячі грабіжників, яка після цього припинила своє існування.

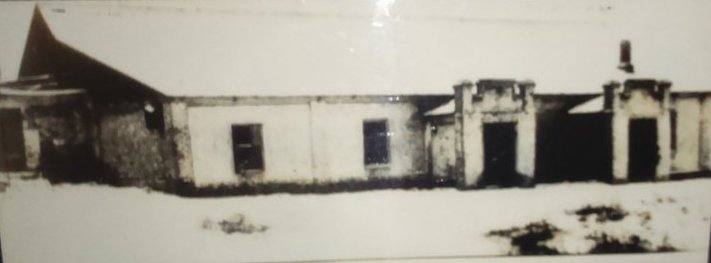
Будинок культури Добропілля, (1925)

26 березня 1921 року в околицях міста знаходився загін махновця Фоми Кожина, на початку квітня Донецька дивізія ВЧК витіснила загони Кожина з цього району, проте незабаром він повернувся сюди.
10 квітня 1921 року під виглядом червоногвардійської частини через Добропілля пройшов загін махновця Кожи, у селищі вони розкидали звернення про скликання «Всеукраїнського з'їзду рад».

### Місто в період 1921—1939рр.
1922 р. Ерастівський і Святогорівський рудники були об'єднані в один, який став носити назву «Червоноармійський». Проте його функціонування мало бути припинене через недостатність коштів і відновилося лише у другому півріччі 1925 року. Після введення в експлуатацію шурфів № 17 і № 18 рудник почав називатися «Шахта № 17 — 18 імені РСЧА».
1926 р. — створено перший робітничий клуб, який був названий іменем активіста робітничого руху, бухгалтера Святогорівської копальні О. В. Печериці (? — 1921).
1931 — розпочато спорудження шахти «Гігант» імені Максима Горького (після війни — № 1-2 Добропіллявугілля) (нині — шахта «Добропільська»). Біля нової шахти, звісно ж, виросли і нові робітничі селища. Відкрито підприємство було за 3 роки — 1 квітня 1941-го.
У 1935 році відбулося об'єднання всіх селищ у село Добропілля. Довоєнна продукція вугілля трестом «Добропіллявугілля» — 291,5 тисяч тонн (1939), післявоєнна — 401 тис. тонн (1950).
17 січня 1935 р. утворено Добропільський район із центром у с. Добропілля.

### Друга світова війна
З наближенням німецьких військ до кордонів Донбасу, шахти Добропілля були підготовлені до підриву. Підрив шахти № 17-18 ім. РСЧА здійснили 15 жовтня. Цього ж дня підірвали шахту № 1-2 «Гігант» і підпалили елеватор з зерном, яке не встигли вивезти і роздати добропільцям.
19 жовтня 1941 року радянські війська відступили з міста. В ході Лозово-Барвінківської наступальної операції взимку 1942 року частини 5-го кавалерійського корпусу під командуванням генерал-майора А. А. Гречка 27 січня захопили селище. Але 20 лютого війська відійшли.
10 лютого 1943 року частини 4-го гвардійського Кантемирівського механізованого корпусу захопили шахтарські селища. У вересні 1943 року частини 279-ї стрілецької дивізії Південно-Західного фронту зайняли селище.

### Післявоєнний час

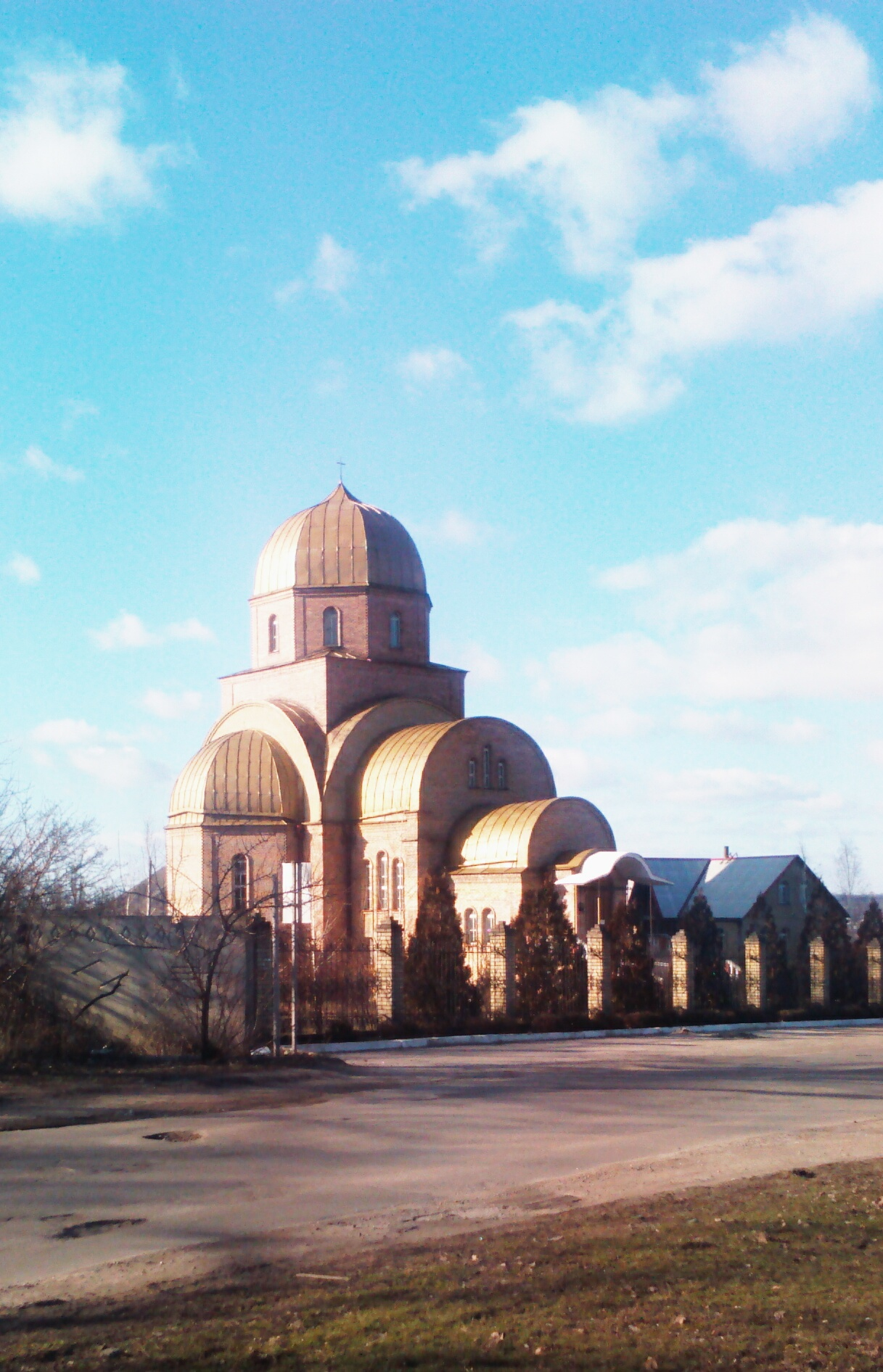
Молитовний будинок ЄХБ Добропілля

З 1950 року працює Добропільська ЦЗФ (центральна збагачувальна фабрика, яка переробляла близько 1,2 млн тонн вугілля на рік), навколо якої виросло селище Жданова. У 1953 році Добропілля отримало статус міста районного підпорядкування. Населення міста зросло до 18 000 осіб за рахунок переселенців з Вінницької й Житомирської областей.
З 1963 року Добропілля — місто обласного підпорядкування (населення 25 000 ос.). У 1968 році в місті було відкрито тролейбусну мережу. У 1969 році здані в експлуатацію шахти «Червоноармійська» й «Новодонецька», друга ЦЗФ. 1970 року трест «Добропіллявугілля» ліквідовано, шахти передано комбінату «Красноармійськвугілля» (місто Новоекономічне, зараз — Мирноград). 1976-го знову створено трест «Добропіллявугілля», що має у своєму складі 9 шахт і 2 шахтобудівні організації.

### Незалежна Україна

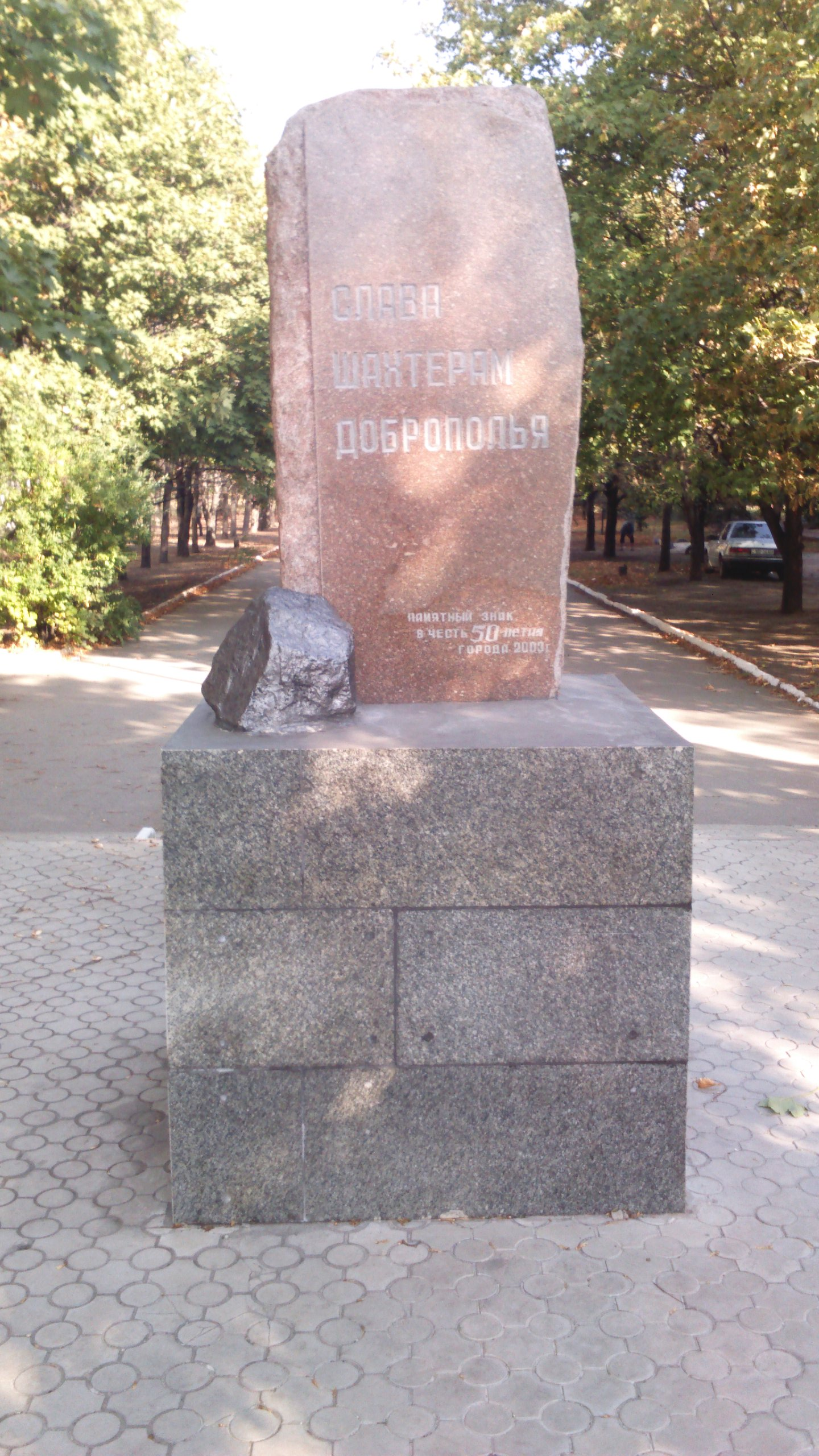
Пам'ятник Шахтарській праці

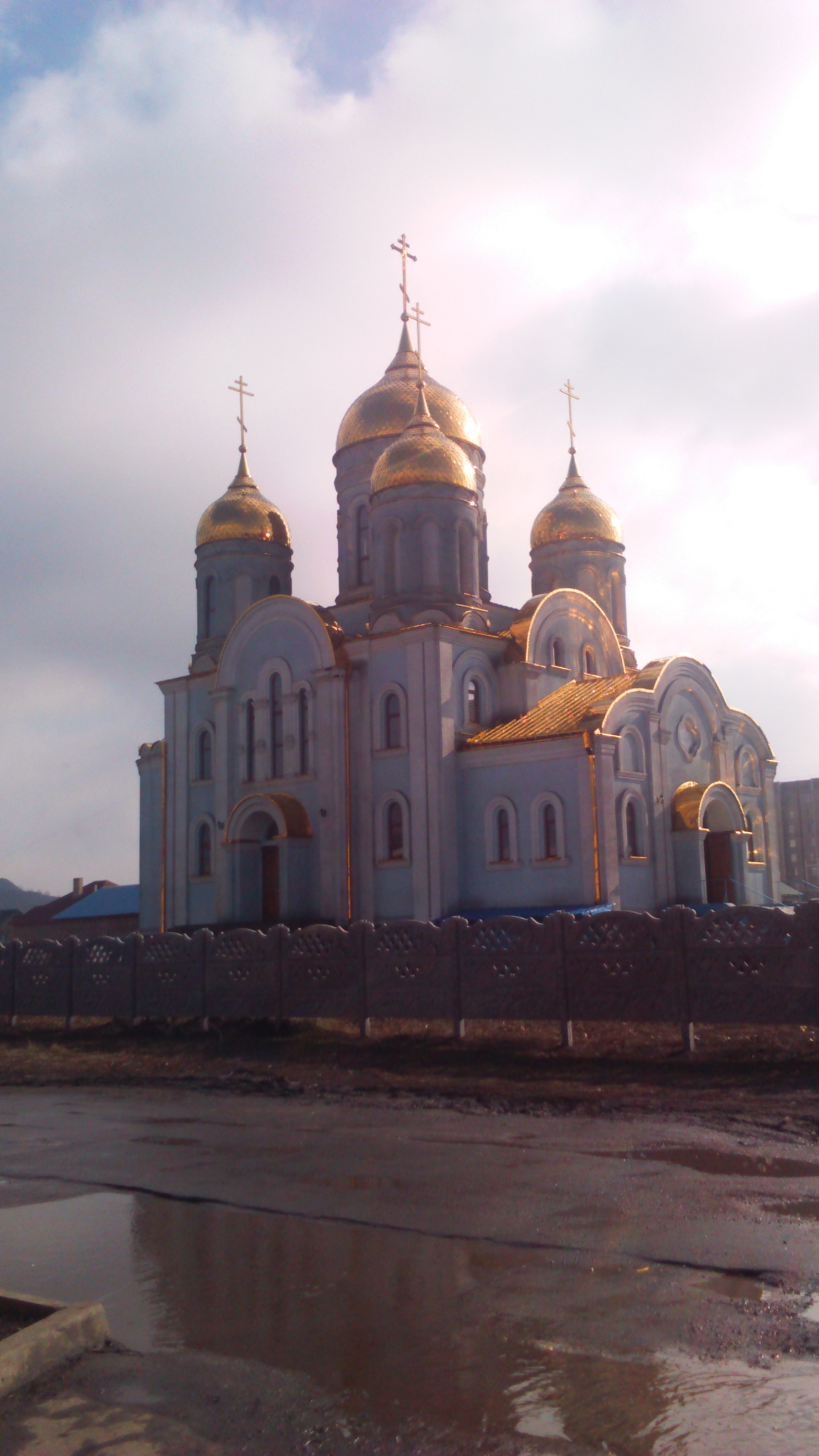
Свято-Покровський храм

Після проголошення незалежності України в місті почався спад виробництва. Було припинено будівництво нової шахти «Добропільська-Капітальна» (з проектною потужністю 4 мільйони тонн вугілля щороку) на етапі, коли вже було збудовано надшахтні об'єкти і підійшли до проходження двох її стволів. Це вугільне підприємство будувалось на дільниці з найбільшими покладами вугілля в Донбасі з потужністю вугільних пластів 1,5-2,5 м. Водночас із спорудженням цієї шахти в місті передбачалось будівництво нового житлового мікрорайону на західній околиці, де нині знаходиться поле між вулицею Першотравневою і міським кладовищем. Повністю було припинено будівництво заводу КПД, каналу «Дніпро-Донбас» і зруйновано завод ЗБНТ — єдиний такого роду в колишньому СРСР. У місті було припинено будівництво Будинку зв'язку, Будинку дитячої і юнацької творчості, хірургічного корпусу райлікарні. Були закриті всі кінотеатри, зруйновано будинок культури ім. Печериці.
У 1994 році у місті почав працювати телецентр ефірного телебачення, який в своїх програмах висвітлював головні події в житті і праці добропільців.
У 2000 році виповнилось 100 років з початку видобутку вугілля на підземних вугільних полях шахти «Алмазна». У мікрорайоні Молодіжному (сквер Перемоги) відкрито пам'ятний знак слави шахтарської праці добропільських гірників. В цей же рік в місті на базі школи № 2 відкрито першу в нашому місті гімназію. Того ж року на проспекті перемоги біля магазину «Бамовський» споруджено храм-каплицю в пам'ять гірників, які загинули в шахті.

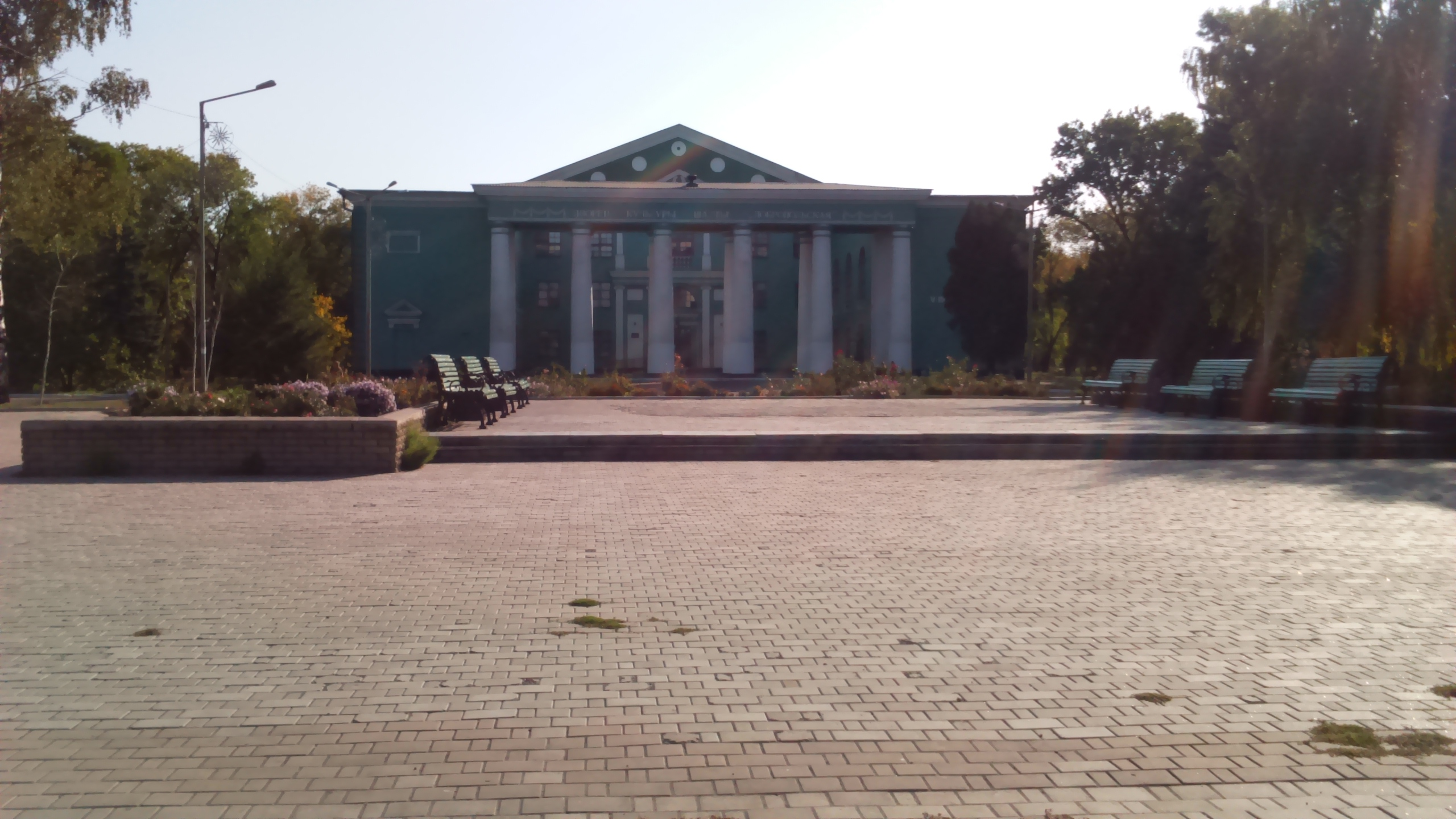
Площа імені Арутюнова С. Г.

У 2002 році на базі школи № 5 відкрито гірничій ліцей за участі Дніпропетровської гірничої академії
У 2003 році урочисто відзначено 50-річчя з часу надання Добропіллю статусу міста у 1953 р., а в 2004 р. — 145 років з часу офіційного визнання Парасковіївки населеним пунктом Російської імперії.
На місцевих виборах в жовтні 2015 року мером міста був обраний Андрій Аксьонов. Згідно з результатами голосування, оприлюдненими на сайті ЦВК, за підсумками обробки всіх протоколів Аксьонов набрав 68,9 % голосів виборців. Його найближчий конкурент, представник партії «Наш Край» Ігор Кудря набрав 9,1 % голосів, а решта шість кандидатів, включаючи кандидатів від партій «Сила Людей», «Укроп» і чотирьох самовисуванців — 6 % і менше.

### Війна на сході України

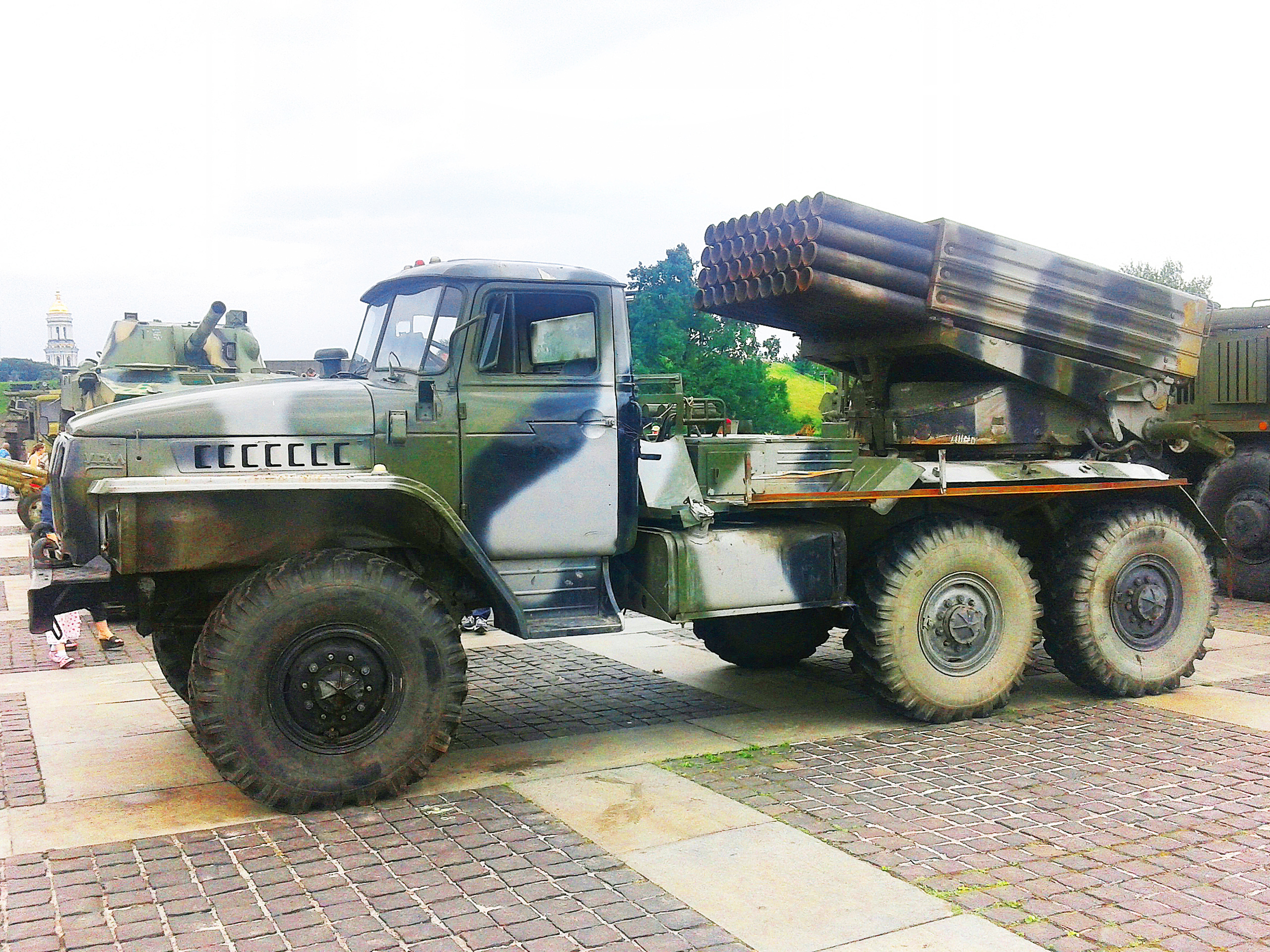
Пускова установка БМ-21 «Град» з якої було обстріляне Добропілля. На бортах видно саморобні кріплення для тентового накриття артилерійської частини з метою її приховання

9 вересня 2014 року місцеві активісти із співробітниками міліції створили загони самооборони для патрулювання Добропілля і району, аби завадити проникненню сюди терористичних диверсійних груп; поставлено 4 блокпости, ведеться цілодобове патрулювання спільно з міліцією.
Перший випадок використання РСЗВ БМ-21 «Град» у війні на сході України стався 13 червня 2014 року о 08:20 в Добропіллі. Російські терористи спробували обстріляти блокпост 93-ї механізованої бригади на в'їзді до міста. Один снаряд влучив у блокпост, але не розірвався, проте інша частина залпу дала переліт — і накрила овочебазу, що перебувала на відстані 500 метрів за блокпостом. Одна цивільна особа загинула. Вогневі позиції терористів розташовувались неподалік від населеного пункту Мерцалове.
Терористи спробували втекти, однак машину довелось залишити. Військовослужбовці ЗСУ виявили в ній таблиці для стрільби з РСЗВ, на яких був вказаний номер військової частини. Це в/ч № 27777 — 18-а гвардійська мотострілецька бригада Російської Федерації. Місця дислокації — станиця Калинівська і аеропорт Ханкала Чеченської республіки. Командир батареї — гвардії капітан Дмитро Афанасьєв.

### Російське вторгнення в Україну (з 2022)
Станом на 8 березня 2025 року лінія фронту проходить за 19,5 км від околиць міста. В ніч на 8 березня 2025 року центр міста був обстріляний попередньо — ОТРК «Іскандер-М», РСЗВ «Торнадо-С» і БПЛА Шахед-136, внаслідок чого загинуло 11 і було поранено 47 осіб, серед яких 6 дітей, деяких постраждалих було евакуйовано у Дніпро.
16 липня 2025 року, ввечері в годину, коли люди поверталися з роботи, окупанти завдали удар по центру міста ФАБ-500, внаслідок якого 2 людини загинули, ще 27 були поранені. Відомо про 30 пошкоджених торговельних закладів, 6 багатоповерхівок та 8 автомобілів.
24 липня 2025 р. влада Донецької області прийняла рішення про примусову евакуацію родин з дітьми

## Населення
Населення становить близько 22 тисяч мешканців (2025). З територіями, підлеглими міськраді  — 30 000 мешканців. Кількість населення на початок 2004 року — 34,5 тис. осіб.
Народжуваність — 8,0 на 1000 осіб, смертність — 17,4, природна смертність — 9,4, сальдо міграції негативне (-4,2 на 1000 осіб).
За даними перепису 2001 року населення міста становило 35 977 осіб, із них 38,50 % зазначили рідною мову українську, 60,97 % — російську, 0,14 % — білоруську, 0,02 % — вірменську та молдовську, 0,01 % — болгарську, німецьку, польську, румунську та грецьку мови.

### Чисельність
| 1926     | 1939     | 1959     | 1970     | 1979     | 1989     | 2001     |
| -------- | -------- | -------- | -------- | -------- | -------- | -------- |
| ▼ 570    | ▲ 5 901  | ▲ 23 666 | ▲ 30 115 | ▲ 32 587 | ▲ 40 064 | ▼ 35 638 |
| 2003     | 2004     | 2005     | 2006     | 2007     | 2008     | 2009     |
| ▼ 34 893 | ▼ 34 420 | ▼ 33 896 | ▼ 33 375 | ▼ 32 921 | ▼ 32 475 | ▼ 32 160 |
| 2010     | 2011     | 2012     | 2013     | 2014     | 2015     | 2016     |
| ▼ 31 934 | ▼ 31 701 | ▼ 31 514 | ▼ 31 196 | ▼ 30 884 | ▼ 30 697 | ▼ 30 455 |
| 2017     | 2018     | 2019     | 2020     | 2021     | 2022     |          |
| ▼ 30 186 | ▼ 29 682 | ▼ 29 384 | ▼ 29 129 | ▼ 28 757 | ▼ 28 170 |          |

### Національний склад
Національний склад населення за переписом 2001 року:
|          | Чисельність | Частка, % |
| українці | 51 942      | 71,3      |
| росіяни  | 18 824      | 25,9      |
| білоруси | 766         | 1,1       |
| татари   | 304         | 0,4       |
| греки    | 116         | 0,2       |

### Мова
Розподіл населення за рідною мовою за даними перепису 2001 року:
| Мова            | Кількість | Відсоток |
| --------------- | --------- | -------- |
| російська       | 21934     | 60.97%   |
| українська      | 13852     | 38.50%   |
| білоруська      | 52        | 0.14%    |
| інші/не вказали | 139       | 0.39%    |
| Усього          | 35977     | 100%     |

## Економіка

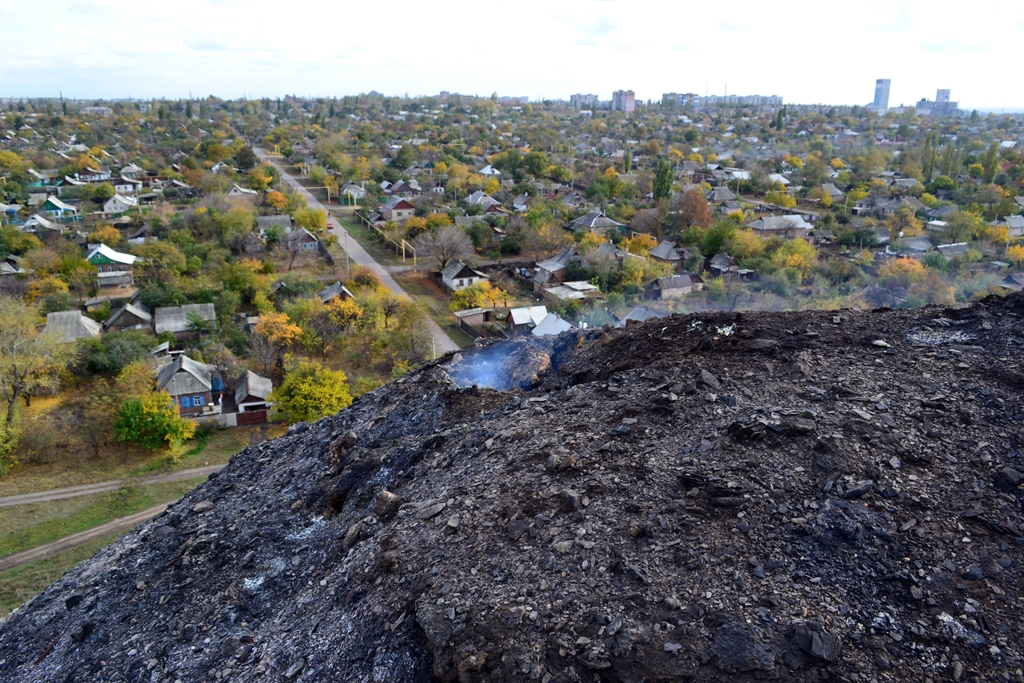
Терикон шахти "Добропільська"

Видобуток кам'яного вугілля (ДХК «Добропіллявугілля» — одне з найбільших підприємств галузі) в 2003 році становив 5 270 тис. тонн. Одне з найкращих вугледобувних підприємств — шахта «Добропільська». В останні роки за виробничі досягнення та технічні нововведення її колектив відзначений міжнародними призами: «За найкращу торгову марку» (1998 рік — Женева, 2000 рік — Мадрид), призом Європейського торгового дослідного центру «Євроринок» (1999 рік — Брюссель).
Працюють підприємства будматеріалів (приватні фірми), харчової промисловості («Золотий колодязь», комбінат хлібопродуктів), комбікормовий завод. Більше 60 % зайнятих у народному господарстві трудяться в промисловості. Місто до сьогодні не газифіковано, є серйозні проблеми з водопостачанням.
Обсяг промислового виробництва — 490 млн гривень (на 1 жителя — 7063 грн.). Індекс промислової продукції — 81,8 % у 2003 році по відношенню до 1990 року. Викиди шкідливих речовин в 2003 році в атмосферне повітря від джерел забруднення міста — 11,9 тис. тонн.

## Транспорт

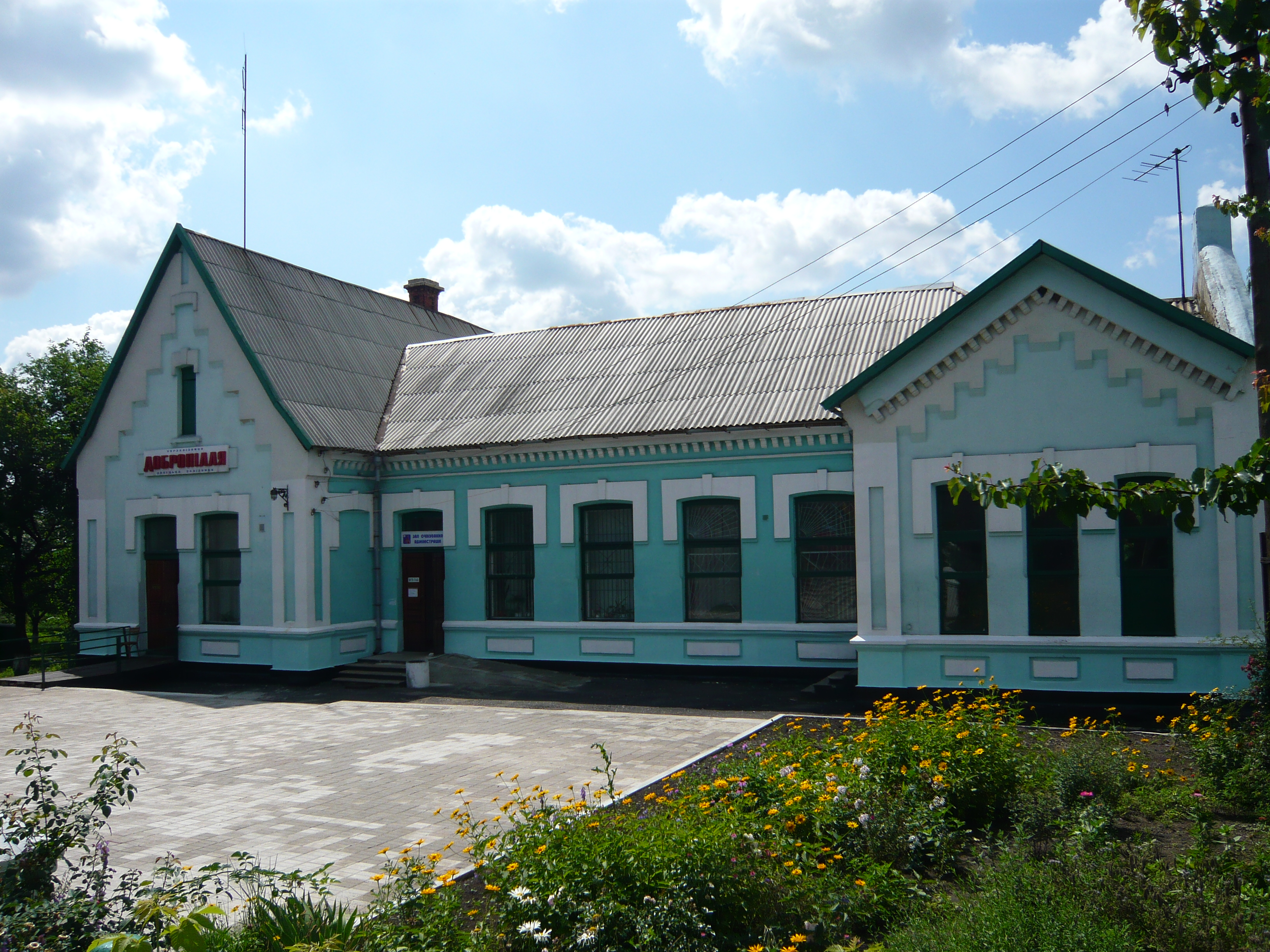
Станція Добропілля

З 23 серпня 1968 р. по 15 березня 2011 р. в місті Добропілля діяла тролейбусна система. Контактна мережа остаточно демонтована у січні 2012 року.
Містом з інтервалом у 30 хвилин курсують автобуси (маршрути: 1А, 1Б, 2).

## Соціальна сфера
- Добропільська центральна районна лікарня
- Санаторій-профілакторій «Дружба»
- Добропільська санітарно-епідеміологічна станція
- Приватний лікувально-діагностичний центр «МЕДСЕРВІС»[37]

## Освіта та культура

### Освіта

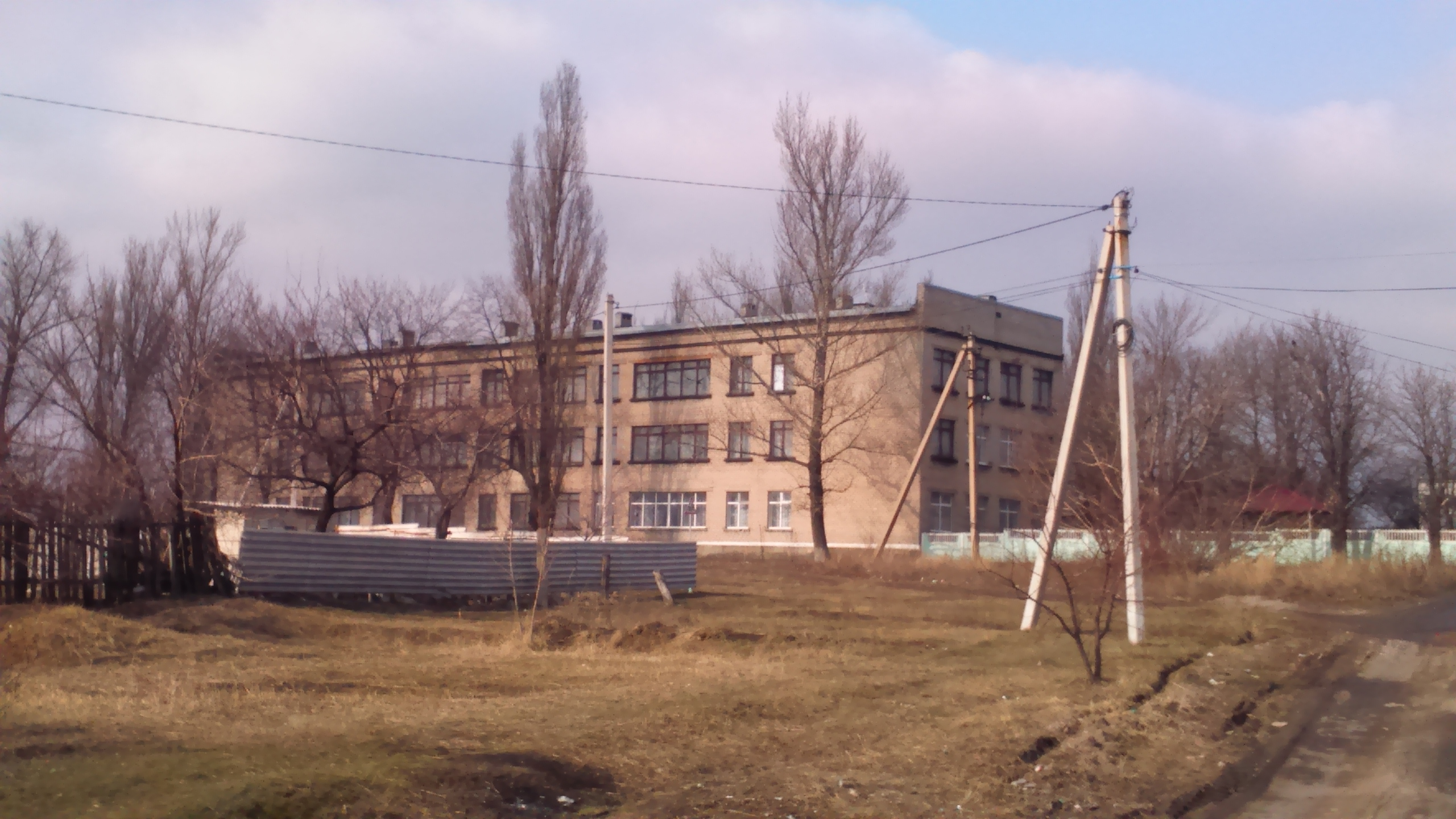
Добропільська загальноосвітня школа № 3

Перша двокласна земська школа на території Добропілля була відкрита в 1914 році на території 11 колони, школа розмістилася в одному з бараків, вона була розрахована на 28 учнів.
Після Української революції 1917—1921 років в 1923 році школа переїхала в більш просторе приміщення, яке належало колишньому шахтовласнику. У 1928 році у Ерастівському селищі побудували двоповерхову школу, на другому поверсі викладали українською, на першому російською і татарською. У 1936 році в селищі була побудована двоповерхова окрема школа № 2 з російською мовою викладання. У 1938 році в селищі шахти «Гігант» в бараку була відкрита теперішня школа № 4.
У період німецької окупації 1941—1943 років перша і друга школа були зруйновані, а школа № 4 була порожня.
Після звільнення селища від німців усі три школи почали свою роботу вже у вересні 1943 року.
Міський відділ освіти був утворений в 1953 році, після надання Добропіллю статуса міста. У 1961 році в місті була відкрита Дитяча музична школа.
У 1988 році в 35-у річницю віднесення Добропілля до категорії міст у Великому Добропіллі було 19 загальноосвітніх шкіл, 4 вечірні, 3 дитячі музичні школи, 2 профтехучилища, у яких навчались 11 тисяч учнів і працювали 624 вчителі та 135 інженерно-технічних працівників.
У 2018 році на базі четвертої школи в місті з'явилася одна з 18 запланованих опорних шкіл.
На даний момент в місті діють такі навчальні заклади:
- Загальноосвітня школа № 1
- Загальноосвітня школа № 2
- Загальноосвітня школа № 3
- Загальноосвітня школа № 4
- Навчально-виховний комплекс: загальноосвітня школа І-ІІІ ступенів—ліцей
- Загальноосвітня школа № 6
- Загальноосвітня школа № 7
- Добропільський комунальний заклад загальної середньої освіти І-ІІІ ступенів №2 (до 2018 року Добропільська загальноосвітня школа-інтернат I-III ступенів)
- Добропільська загальноосвітня школа І-ІІІ ступенів №19
- Добропільська дитяча музична школа № 1
- Вечірня змінна загальноосвітня школа II-III ступенів № 2
- Добропільська дитяча музична школа № 1

Крім цих навчальних закладів в місті є:
- Навчально-курсовий комбінат ТОВ «ДТЕК Добропіллявугілля»

### Культура

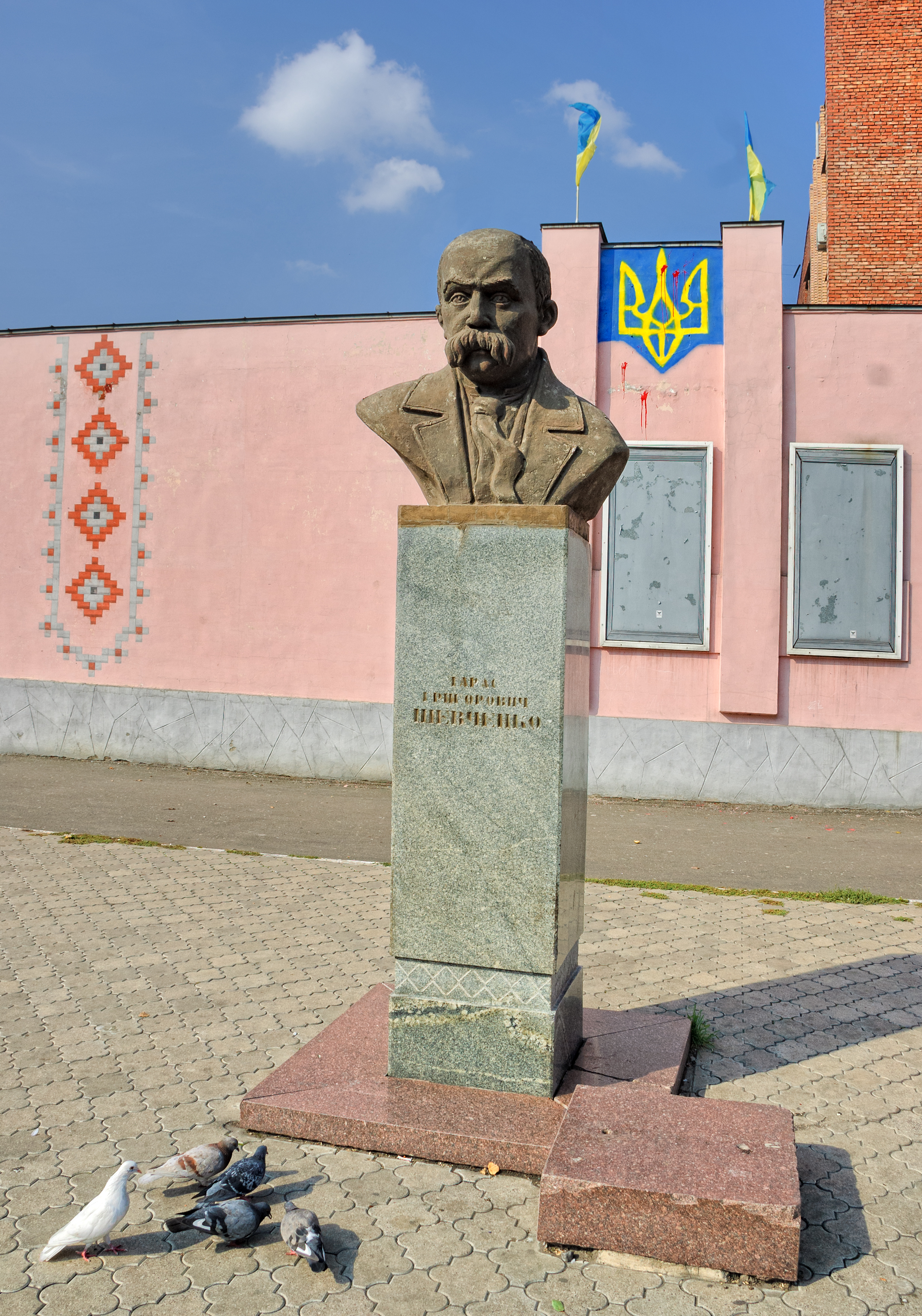
Пам'ятник Т. Г. Шевченку - українському поету, письменнику та художнику.

Структура відділу культури і туризму Добропільської міської ради:
- Добропільська міська централізована бібліотечна система
  - Центральна міська бібліотека (м. Добропілля)
  - Бібліотека-філія № 1 (м. Добропілля)
  - Бібліотека-філія № 2 (м. Білозерське)
  - Бібліотека-філія № 3 (смт Новодонецьке)
  - Бібліотека-філія № 4 (м. Білицьке)
  - Бібліотека-філія № 5 (м. Добропілля)
- Клубні заклади
  - Будинок культури м. Добропілля
  - Будинок культури м. Білозерське
- Музичні школи
  - Музична школа № 1, м. Добропілля
  - Музична школа № 2, м. Білицьке
  - Музична школа № 3, м. Білозерське

Культурну діяльність міста також забезпечують інші заклади:
- Центральна районна бібліотека
- Центр дитячої та юнацької творчості
- Центр туризму і краєзнавства

### Спорт

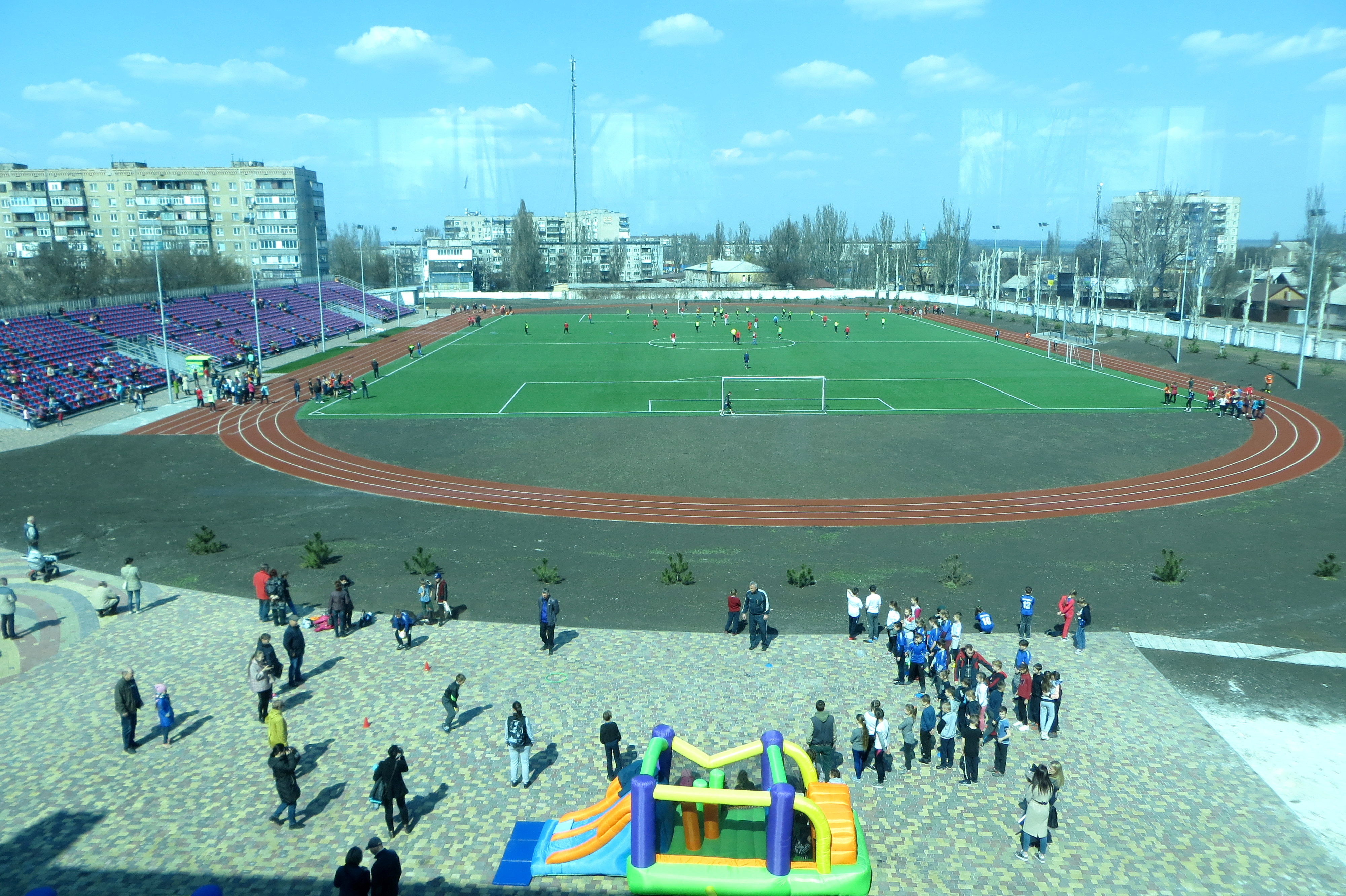
Стадіон «Авангард»

1. Спорткомплекс імені Арутюнова.
2. Футбольний клуб «Лан-Інвест».

### Пам'ятки
У місті Добропілля Донецької області на обліку перебуває 12 пам'яток історії та монументального мистецтва місцевого значення.
Визначні природні об'єкти:
- Заповідне урочище Никанорівський ліс
- Ботанічний заказник Гектова балка

У місті Добропілля на обліку перебуває 12 пам'яток історії та монументального мистецтва місцевого значення.

## Релігія
Всього релігійних організацій у великому Добропіллі 20, у тому числі: парафій РПЦ (УПЦ МП) — 7 Горлівської єпархії Російської православної церкви (Української православної церкви Московського патріархату), 2 парафії Донецької єпархії Православної церкви України, 1 парафія Української греко-католицької церкви.
У місті Добропіллі діють 4 храми РПЦ (УПЦ МП)
- Покровський храм
- Амвросіївський храм
- Храм ікони Божої Матері «Всіх скорботних Радість»
- Троїцький храм

Православної церкви України
- Святомиколаївська парафія[43]

Є також громади Євангельських християн-баптистів, Свідків Єгови, Адвентистів сьомого дня, Слово життя.

## Відомі люди
- Арутюнов Сергій Гевондович
- Кірієнко Дмитро Олександрович (1989—2018) — старший лейтенант поліції України.
- Хоменко Володимир Петрович (1985—2020) — старший сержант ЗС України, учасник російсько-української війни.

### Голови міста

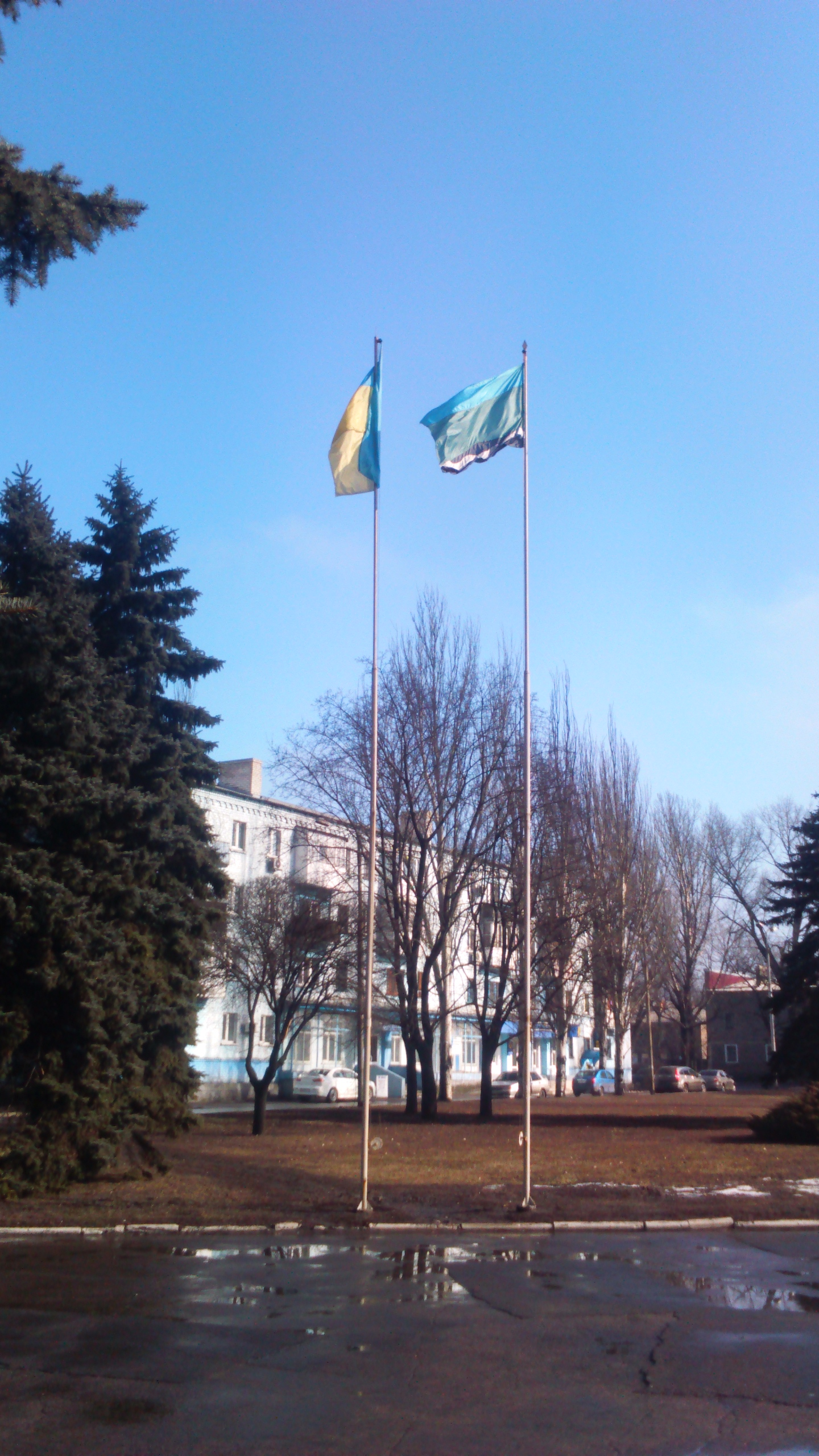
Прапор міста Добропілля

- А. П. Іванов (31 грудня 1917 — квітень 1918) — голова Ради робітничих депутатів добропільських кам'яновугільних копалень.
- Н. У. Булавін (листопад 1918 — травень 1919) — комісар Добропільських рудників.
- Н. Т. Тремба (з 2 січня 1920) — голова Святогорівського волосного ревкому.
- М. С. Михайличенко (з 22 січня 1935) — перший голова Червоноармійської селищної ради.
- І. В. Винокуров
- М. Ф. Вірний
- О. П. Зелений
- З. К. Шевцов (1952—1956) — перший голова Добропільської міської ради.
- О. Н. Карпухін (з жовтня до червня 1959)
- Д. С. Сергєєв (1960—1961)
- С. А. Талдикін (1961—1963)
- І. П. Терещенко (1963—1966)
- В. Г. Лейба (1967—1982)
- М. П. Жук (1982—1984, 1994—1998)
- В. І. Шелудученко (1985—1989)
- В. Г. Самофалов (1989—1990, 1990—1992)
- М. Г. Чмиренко (1994)
- В. М. Сергєєв (1990—1992, 1998—1999)
- В. Т. Дерипаска (2000—2015)
- А. А. Аксьонов (2015—2021)[44].

### Жертви сталінських репресій
- Лисенко Петро Овсійович, 1896 року народження, с. Студенець Канівського району Київської області, українець, освіта початкова, безпартійний. Проживав: м. Добропілля Донецької області, сел. шахти № 17/18, буд. № 10. Робітник шахти № 17/18. Заарештований 18 грудня 1937 року. Засуджений трійкою УНКВС по Донецькій області до розстрілу з конфіскацією майна. Даних про виконання вироку немає. Реабілітований у 1989 році.
- Марченко Олександр Аполонович, 1912 року народження, с. Вірівка Добропільського району Донецької області, українець, освіта середня, безпартійний. Проживав: м. Добропілля Донецької області. Агроном райсільгоспвідділу. Заарештований 3 листопада 1949 року. Особливою  нарадою при МДБ СРСР засуджений на 15 років ВТТ. Реабілітований у 1957 році.
- Парпара Григорій Герасимович, 1912 року народження, с. Велика Новосілка Великоновосілківського району Донецької області, грек, освіта 2 курси зоотехнікума, безпартійний. Проживав: м. Добропілля Донецької області. Робітник контори «Заготвовна». Заарештований 31 грудня 1937 року. Засуджений комісією НКВС та Прокурора СРСР до розстрілу. Даних про виконання вироку немає. Реабілітований у 1963 році.

## Місцевості
- 1784 — Прасковіївка
- Мікрорайон «Молодіжний»
- Мікрорайон «Сонячний»
- Мікрорайон Жданівський

Жданівський (мікрорайон Добропілля) — мікрорайон міста Добропілля, який знаходиться на сході міста біля шахти «Добропільська».

#### Історія
Селище імені Академіка Жданова виникло в післявоєнні роки після будівництва Добропільської центральної збагачувальної фабрики (ЦЗФ). Спочатку називалось Жданівське на честь одного з радянських партійних діячів.
На початку 1990-х років XX-го століття було перейменоване на честь академіка В. М. Жданова.

### Піщаний
Піщаний (інші історичні назви: Мар'ївка, Святогорівський рудник, 11 колона, Новомарьєнське) — частина міста Добропілля, розташована на правому березі річки Бик.

#### Історія
На початку ХІХ століття на території Піщаного знаходився хутір Мар'ївка, котрий надалі перетворився на село Мар'ївка.
У 1910—1912 роках поблизу с. Святогорівці були виявлені величезні запаси вугілля. У 1912 році російсько-бельгійські акціонери інженер Гребенів і штейгер Подільський (службовець Єніна) заснували на правому березі річки Бик Святогорівський рудник (від 1914 року селище також називали 11-та колона, добропільськими).
Наприкінці 1916 року застрайкували робітники Святогорівського рудника. Їх вимоги були: поліпшення умов праці, побуту, підвищення заробітної плати. Страйк було придушено.
У 1917 році населення селища 11-та колона (150 осіб) об'єдналося із навколишніми селищами у селище Добропільське.
У 1917 році на руднику був створений загін самооборони на чолі з В. Ф. Татарином, надалі він став комісаром загону, а І. Т. Тремба — командиром. У 1918—1919 роках на території Святогорівського рудника знаходилися два каральних загони — Котенко та Роговського.
У 1923 році рудник увійшов до складу Аннівської сільради, виник новій селище Новомар'їнське. 1924-го рудник був зупинений. У період НЕП процвітав кустарний видобуток вугілля дрібними підприємцями, серед них був Соломон Давидович.
До Другої світової війни в селищі був ринок, магазин, контора шахти 17-18 РСЧА. По вулиці Артема була двоповерхова цегляна школа, під час війни її зруйнували.
У 1943 році, коли частини 4-го Гвардійського Кантемирівського механізованого корпусу йшли через Ганнівці, танкіст лейтенант Павло Олексійович Гордієнко попросив дозволу йти в бій для того, щоб звільнити Святогорівку. На ринковій площі 11-ї колони закипів бій, і лейтенант був убитий. Це сталося 16 лютого 1943 року. На місці, де він загинув, була збудована 3 школа. Після війни в селищі були створені поселення ув'язнених і ФЗО.
У 1963 році була збудована 3 школа.

## Цікаві факти
- Першим головою селищної ради Добропілля був махновець М. С. Михайличенко, кавалерист 6-го Задніпровського полку.
- Місто Добропілля Донецької області занесене в Книгу рекордів Гіннеса як найменший населений пункт в світі (34,5 тисячі жителів за переписом 2004 року), де були тролейбуси. Тут знаходиться найменше тролейбусне депо і найкоротша контактна мережа, загальна протяжність якої становить 12 км. Також тільки тут тролейбусні дроти підвішені над ґрунтовою дорогою[45][46][47].
- На шахті «Алмазна» ДТЕК Шахтоуправління «Добропільське» з 2005 року працює Жан Од Ншімірімана, єдиний в Україні чорношкірий шахтар, родом з Бурунді, держави на берегах озера Танганьїка в Східній Африці.[48][49]

## ЗМІ
1. ДоброNews.Сity [Архівовано 12 грудня 2019 у Wayback Machine.] — міське інтернет-видання, запущене у липні 2019 року колективом ДоброNews.City та Агенцією розвитку локальних медіа «Або».[50]
2. Районна газета «Новий шлях»